# Municipio de Sagareyo
El municipio de Sagarejo (georgiano: საგარეჯოს მუნიციპალიტეტი) es un municipio georgiano perteneciente a la región de Kajetia. Su capital es la villa de Sagarejo.
En 2002 tenía una población de 59 212 habitantes, de los cuales el 66,56% eran kartvelianos y el 31,93% azeríes. En 2014 bajó la población a 51 761 habitantes, de los cuales el 66,09% eran kartvelianos y el 33,16% azeríes.

## Subdivisiones
El municipio comprende, además de la villa de Sagarejo (10 871 habitantes en 2014), las siguientes unidades administrativas rurales:
| Comunidad       | Pueblos | Habitantes (2014) |
| --------------- | ------- | ----------------- |
| Badiauri        | 1       | 1286              |
| Jashmi          | 1       | 1632              |
| Didi Chailuri   | 1       | 850               |
| Duzagrama       | 3       | 1839              |
| Giorgitsminda   | 4       | 2455              |
| Gombori         | 5       | 888               |
| Iormughanlo     | 2       | 4607              |
| Kakabeti        | 1       | 2771              |
| Kochbaani       | 7*      | 318               |
| Lambalo         | 2       | 5980              |
| Manavi          | 2       | 2801              |
| Mzisguli        | 1       | 578               |
| Ninotsminda     | 1       | 1904              |
| Patara Chailuri | 1       | 890               |
| Patardzeuli     | 1       | 2829              |
| Qandaura        | 2       | 1039              |
| Sataple         | 1       | 74                |
| Shibliani       | 1       | 456               |
| Tokhliauri      | 1       | 983               |
| Tulari          | 2       | 4445              |
| Udabno          | 1       | 597               |
| Udzharma        | 3       | 479               |
| Verchviani      | 1       | 495               |
| Tsqarostavi     | 1       | 694               |

* Incluye dos despoblados.

## Patrimonio
- Catedral de Ninotsminda
- Monasterio de David Gareja